# Буковець-Опочинський
Буковець-Опочинський (пол. Bukowiec Opoczyński) — село в Польщі, у гміні Опочно Опочинського повіту Лодзинського воєводства.
Населення — 695 осіб (2011).
У 1975-1998 роках село належало до Пйотрковського воєводства.

## Демографія
Демографічна структура станом на 31 березня 2011 року:
|          | Загалом | Допрацездатний вік | Працездатний вік | Постпрацездатний вік |
| -------- | ------- | ------------------ | ---------------- | -------------------- |
| Чоловіки | 340     | 86                 | 230              | 24                   |
| Жінки    | 355     | 69                 | 215              | 71                   |
| Разом    | 695     | 155                | 445              | 95                   |